# 群馬県道53号中之条湯河原線
群馬県道53号中之条湯河原線（ぐんまけんどう53ごう なかのじょうゆがわらせん）は、群馬県吾妻郡中之条町から利根郡みなかみ町に至る県道（主要地方道）である。

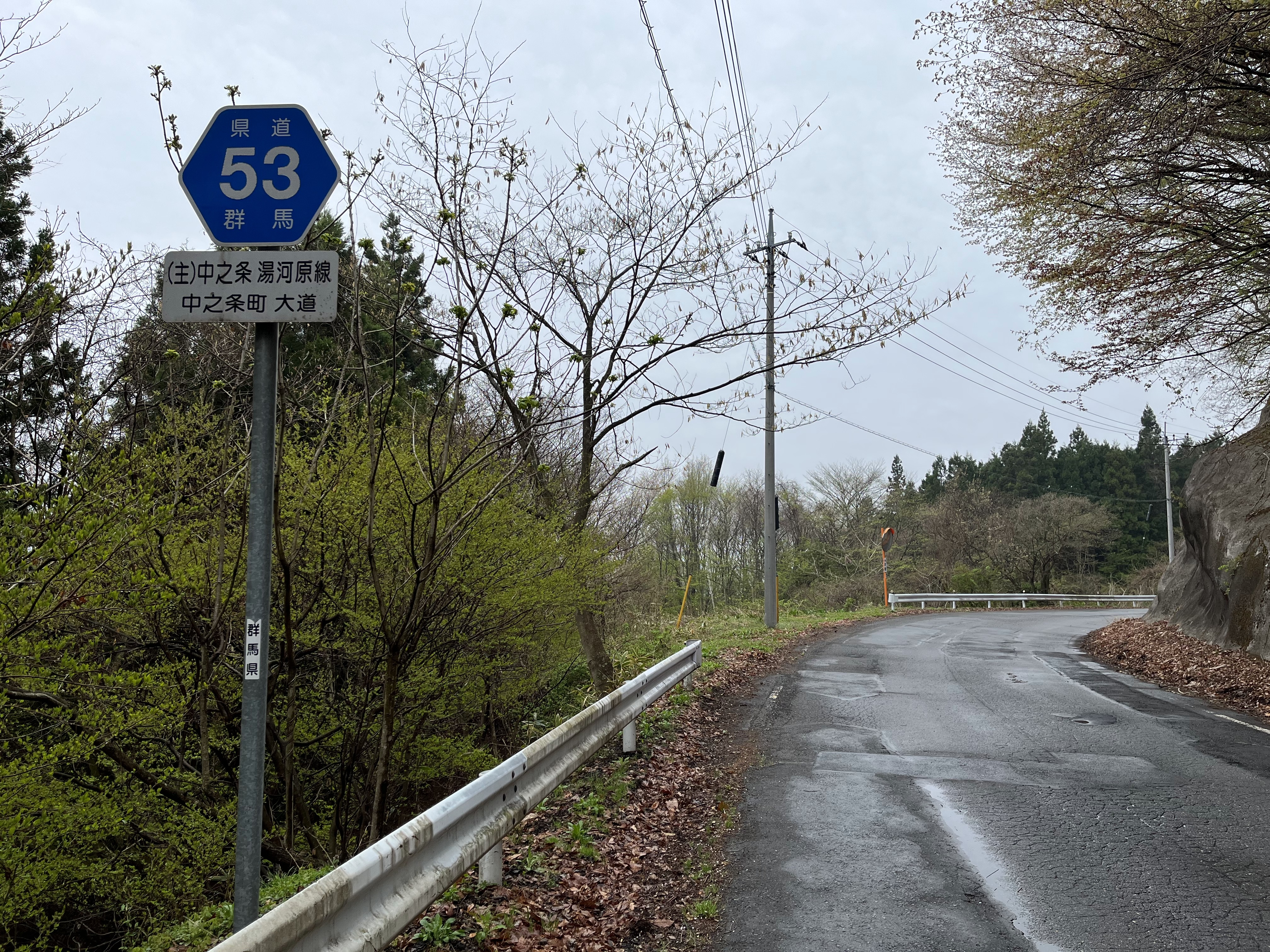
群馬県道53号中之条湯河原線
中之条町大道（2022年4月）

## 概要
群馬県吾妻郡中之条町大字中之条町から利根郡みなかみ町湯宿温泉までを結ぶ。
全体的にカーブの続く路線である。途中、中之条町とみなかみ町の境である、大道峠を越える。

### 路線データ
- 起点：群馬県吾妻郡中之条町大字中之条町935番（国道353号）[注釈 1]
- 終点：群馬県利根郡みなかみ町湯宿温泉（国道17号交点）[注釈 2]

## 歴史
- 1959年（昭和34年）9月18日：群馬県より現・道路法に基づき、県道中之条湯河原線（吾妻郡中之条町大字王子原 - 一級国道17号線交点〈利根郡新治村大字布施字湯河原〉、整理番号66）が路線認定される[2]。
  - 同時に、前身路線にあたる県道中之条湯宿線（吾妻郡中之条町 - 利根郡新治村、整理番号12）が路線廃止される[3]。
- 1993年（平成5年）5月11日：建設省から、県道中之条湯河原線が中之条湯河原線として主要地方道に指定される[4]。

## 路線状況

### 道の駅
- 道の駅霊山たけやま
- 道の駅たくみの里

## 地理

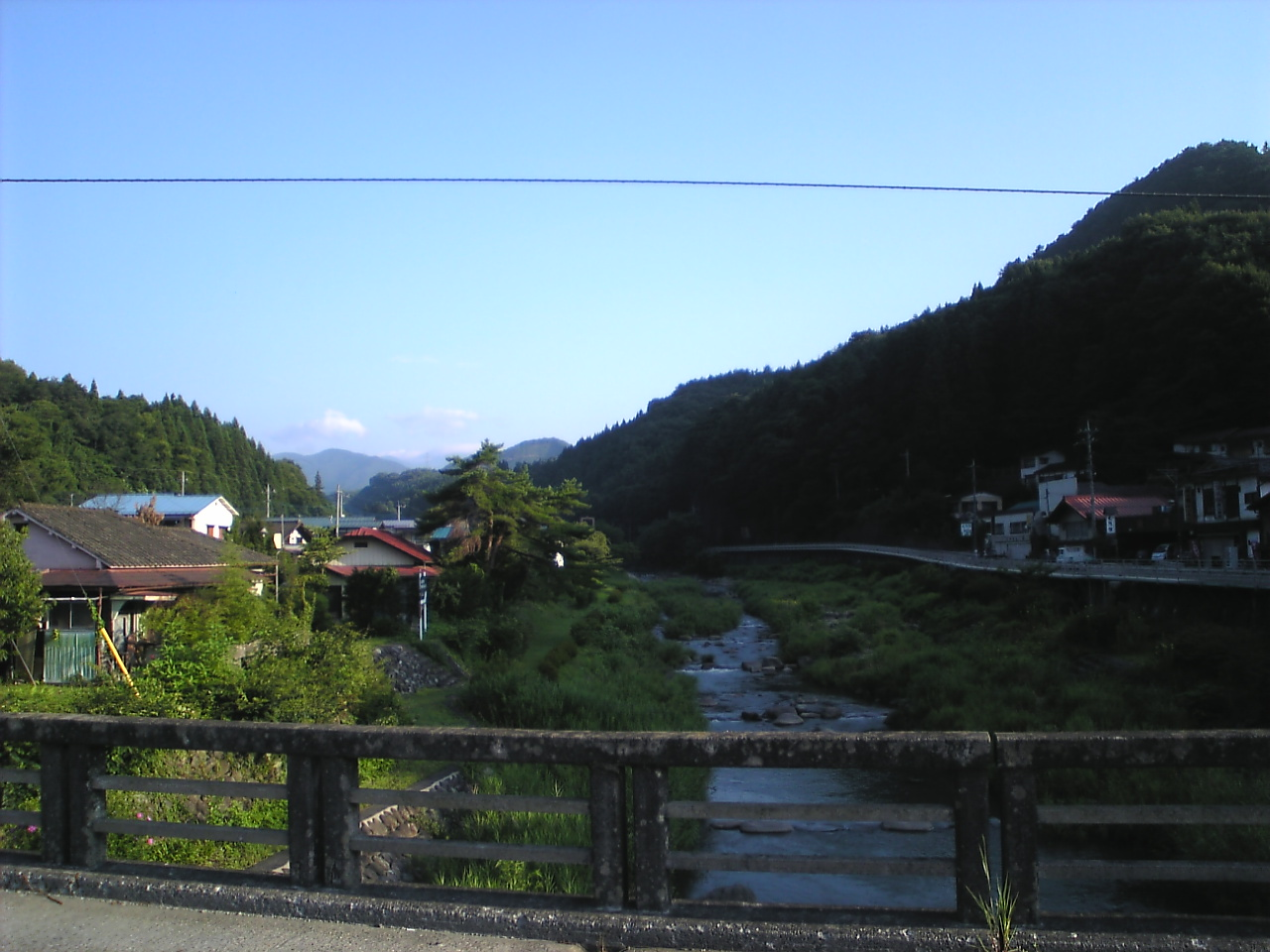
終点付近で赤谷川を渡る（2010年8月）

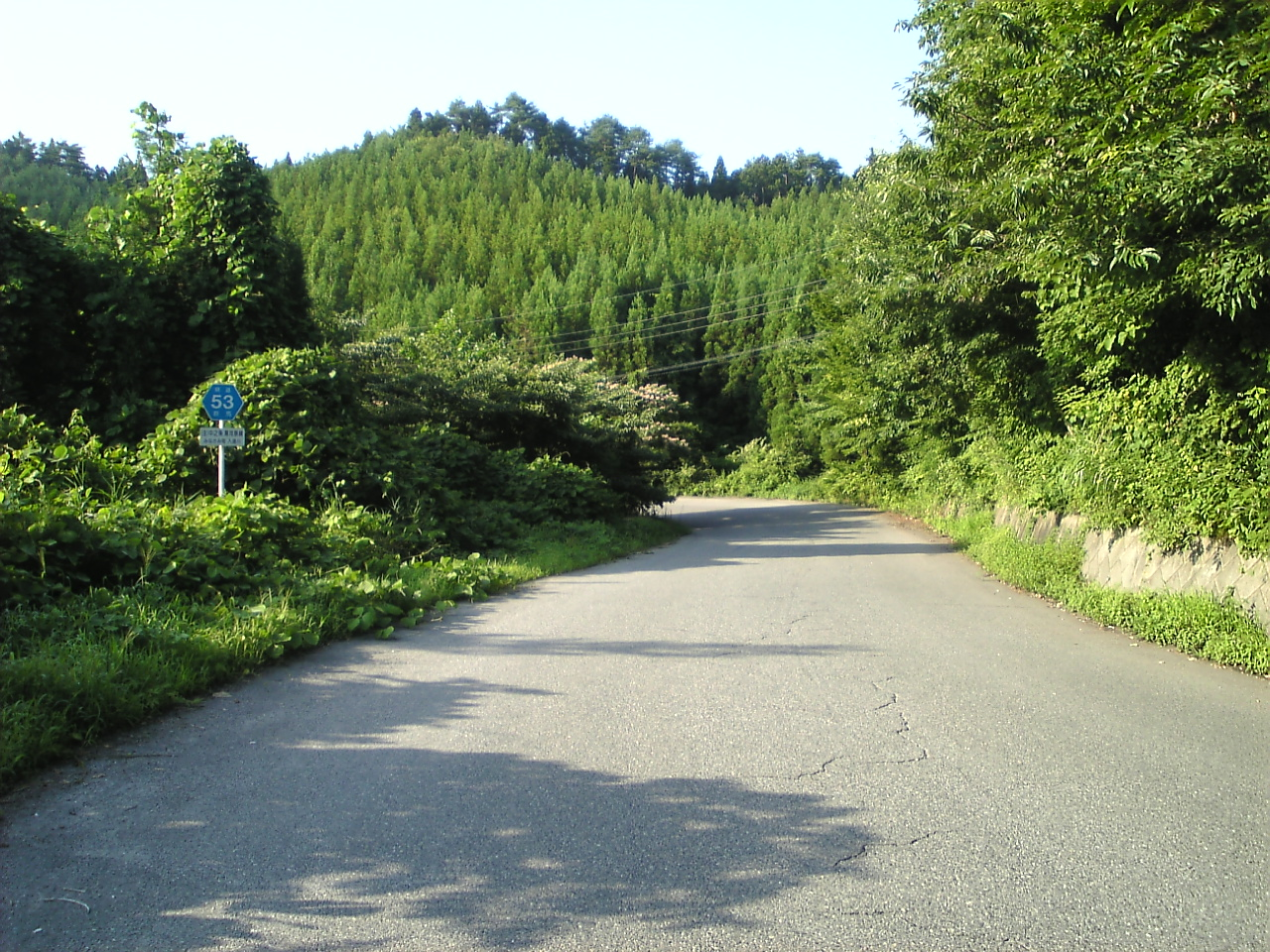
大道峠手前の山道（2010年8月）

### 通過する自治体
- 吾妻郡中之条町
- 利根郡みなかみ町

### 交差する道路
- 国道353号（起点）
- 群馬県道231号大道横尾線（吾妻郡中之条町大字大道）
- 国道17号（終点）